# عبدالحمید اسکندر
عبدالحمید اسکندر (انگلیسی: Abdelhamid Skander؛ زادهٔ ۱۳ مهٔ ۱۹۲۸) بازیکن فوتبال اهل الجزایر است.
از باشگاه‌هایی که در آن بازی کرده‌است می‌توان به باشگاه فوتبال بوردو اشاره کرد.